# Toby Gad/Diskografie
Diese Diskografie ist eine Übersicht über die musikalischen Werke des deutschen Musikproduzenten und Songwriters Toby Gad. Den Quellenangaben und Schallplattenauszeichnungen zufolge hat er bisher mehr als 29,7 Millionen Tonträger verkauft, davon alleine in seiner Heimat über 1,8 Millionen. Seine erfolgreichste Veröffentlichung ist die Autorenbeteiligung und Produktion von All of Me mit über 10,9 Millionen verkauften Einheiten. Die Single avancierte alleine in Deutschland zum Millionenseller, womit sie zu einer der meistverkauften Singles des Landes der 2010er-Jahre zählt.

## Autorenbeteiligungen und Produktionen (Auswahl)
Die folgende Aufstellung bietet eine Übersicht der Autorenbeteiligungen (A) und Produktionen (P) von Gad, die sich in den Charts platzieren oder Verkaufszahlen nachweisen konnten.

| Jahr | Titel Interpretation                                                                          | Höchstplatzierung, Gesamtwochen, AuszeichnungChartplatzierungen (Jahr, Titel, Interpretation, Platzierungen, Wochen, Auszeichnungen, Anmerkungen) | Höchstplatzierung, Gesamtwochen, AuszeichnungChartplatzierungen (Jahr, Titel, Interpretation, Platzierungen, Wochen, Auszeichnungen, Anmerkungen) | Höchstplatzierung, Gesamtwochen, AuszeichnungChartplatzierungen (Jahr, Titel, Interpretation, Platzierungen, Wochen, Auszeichnungen, Anmerkungen) | Höchstplatzierung, Gesamtwochen, AuszeichnungChartplatzierungen (Jahr, Titel, Interpretation, Platzierungen, Wochen, Auszeichnungen, Anmerkungen) | Höchstplatzierung, Gesamtwochen, AuszeichnungChartplatzierungen (Jahr, Titel, Interpretation, Platzierungen, Wochen, Auszeichnungen, Anmerkungen) | Anmerkungen                                                   |
| Jahr | Titel Interpretation                                                                          | DE | AT | CH | UK | US | Anmerkungen                                                   |
| --- | --------------------------------------------------------------------------------------------- | --- | --- | --- | --- | --- | ------------------------------------------------------------- |
| 2001 | Damn (I Think I Love You) A Starmaker                                                         | — | — | — | — | — | Erstveröffentlichung: 6. April 2001 Verkäufe: + 80.000        |
| 2001 | Happy A Sita                                                                                  | DE71 (8 Wo.)DE | — | — | — | — | Erstveröffentlichung: 1. November 2001 Verkäufe: + 40.000     |
| 2007 | Big Girls Don’t Cry A Fergie                                                                  | DE6 Gold · (22 Wo.)DE | AT1 (26 Wo.)AT | CH3 (34 Wo.)CH | UK2 Platin · (38 Wo.)UK | US1 ×4Platin (Mastertone) + Vierfachplatin · (48 Wo.)US                                                                                           | Erstveröffentlichung: 6. Juli 2007 Verkäufe: + 6.345.000      |
| 2007 | Untouched A, P The Veronicas                                                                  | DE48 (6 Wo.)DE | AT23 (9 Wo.)AT | CH34 (9 Wo.)CH | UK8 Gold · (24 Wo.)UK | US17 Platin · (20 Wo.)US | Erstveröffentlichung: 8. Dezember 2007 Verkäufe: + 1.477.500  |
| 2008 | This Love A, P The Veronicas                                                                  | — | — | — | — | — | Erstveröffentlichung: 12. April 2008 Verkäufe: + 35.000       |
| 2008 | Take Me on the Floor A, P The Veronicas                                                       | — | — | — | — | US81 (2 Wo.)US | Erstveröffentlichung: 26. Juli 2008 Verkäufe: + 35.000        |
| 2008 | If I Were a Boy A, P Beyoncé                                                                  | DE3 Gold · (26 Wo.)DE | AT3 (26 Wo.)AT | CH3 Platin · (36 Wo.)CH | UK1 ×2Doppelplatin · (36 Wo.)UK | US3 ×2Gold (Mastertone) + Doppelplatin · (20 Wo.)US                                                                                               | Erstveröffentlichung: 12. Oktober 2008 Verkäufe: + 5.067.000  |
| 2009 | In a Heartbeat A Sandra                                                                       | DE59 (2 Wo.)DE | — | — | — | — | Erstveröffentlichung: 6. März 2009                            |
| 2009 | The Night Is Still Young A Sandra feat. Thomas Anders                                         | DE46 (3 Wo.)DE | — | — | — | — | Erstveröffentlichung: 8. Mai 2009                             |
| 2009 | Admit It A, P Esmée Denters                                                                   | — | — | — | UK56 (3 Wo.)UK | — | Erstveröffentlichung: September 2009                          |
| 2010 | I Got You A, P Leona Lewis                                                                    | DE43 (4 Wo.)DE | AT30 (4 Wo.)AT | CH57 (3 Wo.)CH | UK14 (11 Wo.)UK | — | Erstveröffentlichung: 19. Februar 2010                        |
| 2010 | Ordinary Girl A, P Hannah Montana                                                             | — | — | — | UK93 (1 Wo.)UK | US91 (2 Wo.)US | Erstveröffentlichung: 6. Juli 2010                            |
| 2010 | Let’s Be Friends A, P Emily Osment                                                            | DE67 (5 Wo.)DE | — | — | — | — | Erstveröffentlichung: 27. August 2010                         |
| 2010 | I Feel Immortal A Tarja                                                                       | DE55 (2 Wo.)DE | — | — | — | — | Erstveröffentlichung: 27. August 2010                         |
| 2010 | A Year Without Rain A, P Un año sin ver lluvia A (spanische Version) Selena Gomez & the Scene | DE56 (3 Wo.)DE | — | — | UK78 (2 Wo.)UK | US35 ×2Doppelplatin · (8 Wo.)US | Erstveröffentlichung: 7. September 2010 Verkäufe: + 2.035.000 |
| 2011 | I Do A Colbie Caillat                                                                         | DE33 (13 Wo.)DE | AT30 (15 Wo.)AT | — | — | US23 Gold · (9 Wo.)US | Erstveröffentlichung: 7. Februar 2011 Verkäufe: + 500.000     |
| 2011 | Don’t Hold Your Breath A Nicole Scherzinger                                                   | — | AT65 (1 Wo.)AT | CH62 (3 Wo.)CH | UK1 Platin · (23 Wo.)UK | US86 (1 Wo.)US | Erstveröffentlichung: 10. März 2011 Verkäufe: + 740.000       |
| 2011 | Who You Are A, P Jessie J                                                                     | — | — | — | UK8 Gold · (22 Wo.)UK | — | Erstveröffentlichung: 11. November 2011 Verkäufe: + 420.000   |
| 2011 | Up A James Morrison feat. Jessie J                                                            | DE19 (7 Wo.)DE | AT24 (3 Wo.)AT | CH37 (4 Wo.)CH | UK30 (9 Wo.)UK | — | Erstveröffentlichung: 16. November 2011                       |
| 2012 | Skyscraper A, P Rascacielo A (spanische Version) Demi Lovato                                  | DE78 (1 Wo.)DE | — | CH67 (1 Wo.)CH | UK7 Gold · (14 Wo.)UK | US10 Platin · (15 Wo.)US | Erstveröffentlichung: 2. Januar 2012 Verkäufe: + 2.141.500    |
| 2012 | Here’s to Us A Glee Cast                                                                      | — | — | — | — | US73 (1 Wo.)US | Erstveröffentlichung: 21. Februar 2012                        |
| 2012 | Lolita A, P The Veronicas                                                                     | — | — | — | — | — | Erstveröffentlichung: 27. Juli 2012 Verkäufe: + 35.000        |
| 2013 | Non passerai A Marco Mengoni                                                                  | — | — | — | — | — | Erstveröffentlichung: 26. Februar 2013 Verkäufe: + 30.000     |
| 2013 | All of Me A John Legend                                                                       | DE13 Diamant · (95 Wo.)DE | AT4 Gold · (56 Wo.)AT | CH1 ×2Doppelplatin · (97 Wo.)CH | UK2 ×5Fünffachplatin · (94 Wo.)UK | US1 ×3Diamant + Dreifachplatin · (59 Wo.)US | Erstveröffentlichung: 6. August 2013 Verkäufe: + 10.945.000   |
| 2014 | Hey Baby A, P Sean Paul                                                                       | DE47 (9 Wo.)DE | AT38 (2 Wo.)AT | CH36 (3 Wo.)CH | — | — | Erstveröffentlichung: 21. März 2014                           |
| 2014 | Crossroads A Shem Thomas                                                                      | — | — | CH1 Gold · (17 Wo.)CH | — | — | Erstveröffentlichung: 20. April 2014 Verkäufe: + 15.000       |
| 2014 | Chasing the Sun A, P Hilary Duff                                                              | — | — | — | — | US79 (1 Wo.)US | Erstveröffentlichung: 29. Juli 2014                           |
| 2014 | Living for Love A Madonna                                                                     | DE40 (5 Wo.)DE | — | CH49 (3 Wo.)CH | UK26 (4 Wo.)UK | — | Erstveröffentlichung: 20. Dezember 2014 Verkäufe: + 25.000    |
| 2015 | Fire Under My Feet A, P Leona Lewis                                                           | DE94 (1 Wo.)DE | AT74 (1 Wo.)AT | — | UK51 (1 Wo.)UK | — | Erstveröffentlichung: 4. Mai 2015                             |
| 2015 | Bitch I’m Madonna A Madonna feat. Nicki Minaj                                                 | — | — | — | — | US84 (2 Wo.)US | Erstveröffentlichung: 15. Juni 2015 Verkäufe: + 10.000        |
| 2015 | Love Song to the Earth A, P Friends of the Earth                                              | — | — | — | — | — | Erstveröffentlichung: 4. September 2015 Verkäufe: + 11.000    |
| 2017 | Sunny Days A, P Armin van Buuren feat. Josh Cumbee                                            | — | — | — | — | — | Erstveröffentlichung: 16. Juni 2017 Verkäufe: + 80.000        |
| Folgende Lieder erschienen nicht als Single, wurden aber durch das Album zum Download und Streaming bereitgestellt und konnten somit eine Platzierung erlangen: |                                                                                               | | | | | |                                                               |
| |                                                                                               | | | | | |                                                               |
| 2008 | Rock Star P Hannah Montana                                                                    | — | — | — | — | US81 (4 Wo.)US | Charteinstieg: 16. Februar 2008                               |
| 2011 | Bang Bang Bang A, P Selena Gomez & the Scene                                                  | — | — | — | — | US94 (1 Wo.)US | Charteinstieg: 25. Juni 2011 Promo-Single: 7. Juni 2011       |
| 2012 | Beautiful A, P Carly Rae Jepsen feat. Justin Bieber                                           | — | — | — | UK68 (1 Wo.)UK | US87 (1 Wo.)US | Charteinstieg: 29. September 2012                             |
| 2020 | Hallelujah A Carrie Underwood & John Legend                                                   | — | — | — | — | US54 (3 Wo.)US | Charteinstieg: 19. Dezember 2020                              |

## Statistik

### Chartauswertung
|                       | DE     | AT     | CH     | UK     | US     |
| --------------------- | ------ | ------ | ------ | ------ | ------ |
| Nummer-eins-Singles   | DE—DE  | AT1AT  | CH2CH  | UK2UK  | US2US  |
| Top-10-Singles        | DE2DE  | AT3AT  | CH4CH  | UK7UK  | US4US  |
| Singles in den Charts | DE17DE | AT10AT | CH11CH | UK15UK | US16US |

|                       | DE    | AT    | CH    | UK     | US     |
| --------------------- | ----- | ----- | ----- | ------ | ------ |
| Nummer-eins-Singles   | DE—DE | AT—AT | CH—CH | UK1UK  | US—US  |
| Top-10-Singles        | DE1DE | AT1AT | CH1CH | UK4UK  | US2US  |
| Singles in den Charts | DE8DE | AT5AT | CH5CH | UK10UK | US10US |

### Auszeichnungen für Musikverkäufe
| Land/RegionAuszeichnungen für Musikverkäufe (Land/Region, Auszeichnungen, Verkäufe, Quellen) | Gold       | Platin         | Diamant     | Verkäufe   | Quellen                   |
| -------------------------------------------------------------------------------------------- | ---------- | -------------- | ----------- | ---------- | ------------------------- |
| Australien (ARIA)                                                                            | 4× Gold4   | 27× Platin27   | —           | 2.030.000  | aria.com.au               |
| Belgien (BRMA)                                                                               | —          | Platin1        | —           | 30.000     | ultratop.be               |
| Brasilien (PMB)                                                                              | —          | Platin1        | —           | 100.000    | pro-musicabr.org.br       |
| Dänemark (IFPI)                                                                              | Gold1      | 2× Platin2     | —           | 75.000     | ifpi.dk                   |
| Deutschland (BVMI)                                                                           | 2× Gold2   | —              | Diamant1    | 1.800.000  | musikindustrie.de         |
| Frankreich (SNEP)                                                                            | Gold1      | —              | —           | 75.000     | snepmusique.com           |
| Italien (FIMI)                                                                               | 2× Gold2   | 9× Platin9     | —           | 465.000    | fimi.it                   |
| Japan (RIAJ)                                                                                 | Gold1      | —              | —           | 100.000    | riaj.or.jp                |
| Kanada (MC)                                                                                  | 2× Gold2   | 7× Platin7     | —           | 505.000    | musiccanada.com           |
| Kolumbien (ASINCOL)                                                                          | Gold1      | —              | —           | 5.000      | MusicRecord Columbia      |
| Mexiko (AMPROFON)                                                                            | Gold1      | 2× Platin2     | Diamant1    | 450.000    | amprofon.com.mx           |
| Neuseeland (RMNZ)                                                                            | 2× Gold2   | 5× Platin5     | —           | 90.000     | aotearoamusiccharts.co.nz |
| Niederlande (NVPI)                                                                           | Gold1      | 4× Platin4     | —           | 230.000    | nvpi.nl                   |
| Norwegen (IFPI)                                                                              | Gold1      | Platin1        | —           | 15.000     | ifpi.no                   |
| Österreich (IFPI)                                                                            | Gold1      | —              | —           | 15.000     | ifpi.at                   |
| Polen (ZPAV)                                                                                 | Gold1      | —              | —           | 10.000     | olis.pl                   |
| Portugal (AFP)                                                                               | —          | 3× Platin3     | —           | 30.000     | Einzelnachweise           |
| Schweden (IFPI)                                                                              | 3× Gold3   | 11× Platin11   | —           | 480.000    | sverigetopplistan.se      |
| Schweiz (IFPI)                                                                               | Gold1      | 3× Platin3     | —           | 105.000    | hitparade.ch              |
| Spanien (Promusicae)                                                                         | —          | 4× Platin4     | —           | 160.000    | elportaldemusica.es       |
| Vereinigte Staaten (RIAA)                                                                    | 2× Gold2   | 14× Platin14   | Diamant1    | 18.043.000 | riaa.com                  |
| Vereinigtes Königreich (BPI)                                                                 | 4× Gold4   | 9× Platin9     | —           | 4.954.000  | bpi.co.uk                 |
| Insgesamt                                                                                    | 31× Gold31 | 103× Platin103 | 3× Diamant3 |            |                           |